# 3-아미노-5-나이트로살리실산
3-아미노-5-나이트로살리실산(영어: 3-amino-5-nitrosalicylic acid)은 540 nm에서 빛을 강하게 흡수하는 방향족 화합물이다. 3-아미노-5-나이트로살리실산은 3,5-다이나이트로살리실산이 환원당과 반응할 때 생성된다. 이 반응에서 3-나이트로기(–NOO−)는 아미노기(–NH2)로 환원된다.

## 같이 보기
- 방향족 화합물
- 환원당